# 1890年德國聯邦選舉

選舉地圖

聯邦選舉於1890年2月20日在德國舉行。中央黨贏得了397個席位中的107個，重新獲得了個帝國議會最大政黨的地位，而以前最大的政黨民族自由黨則減少到38個席位。
此外，社會民主黨的選票份額顯著增加。然而儘管獲得最多選票，社會民主黨只贏得了35個席位。選民投票率為71.5%。